# (7816) Hanoï
(7816) Hanoï est un astéroïde de la ceinture principale aréocroiseur.

## Description
(7816) Hanoï est un astéroïde aréocroiseur. Il présente une orbite caractérisée par un demi-grand axe de 2,31 UA, une excentricité de 0,29 et une inclinaison de 2,4° par rapport à l'écliptique.

## Compléments